# Tomita Iszao
Tomita Iszao (japánul: 冨田 勲, lemezein angolul: Isao Tomita; Tokió, 1932. április 22. – Tokió, 2016. május 5.) japán elektronikus zeneszerző, előadóművész.

## Élete, munkássága
Tomita Tokióban született, azaz Japánban, de hároméves korától a kisgyermekkorát Kínában töltötte az apjával. Miután visszatért Japánba, művészettörténetet tanult a tokiói Keio egyetemen, közben zeneszerzés és hangszerelés magánórákat vett. Az egyetemen 1955-ben diplomázott, ezt követően csak zeneszerzéssel foglalkozott, televíziók, filmek és színházak számára dolgozott. Ő írta a japán női olimpiai tornacsapat kéziszer-gyakorlatának zenéjét az 1956-os melbourne-i nyári olimpiára.
1965-ben kísérőzenét írt Osamu Tezuka, neves filmrendező animációs filmjéhez, a Kimba, a fehér oroszlánhoz. Ez alapján írta a következő évben első szimfonikus költeményét, amit egy videóanimációval együtt mutattak be (csak 1991-ben jelent meg CD-n). Ezt követően – Mijaucsi Kunióval együtt – zenét írt egy 1968-ban sugárzott televíziós kémfilm-sorozathoz, a Mighty Jackhez.
Érdeklődése az 1960-as évek végén az elektronikus zene irányába fordult, miután megismerte Wendy Carlos lemezeit, amelyen klasszikus zenét adott elő Moog szintetizátorral. Tomita is beszerzett egy Moog III szintetizátort (ez már stabilabb volt a korábbi változatoknál), és saját otthoni hangstúdiót kezdett építeni. Először Claude Debussy darabjaival foglalkozott, ezekből állította össze első elektronikus albumát Snowflakes are Dancing (Hópelyhek tánca) címmel. A lemez 1974-ben jelent meg, és világszerte sikert aratott. A lemez egyik darabja, az 1. arabeszk lett Jack Horkheimer Star Gazer című csillagászati televíziós sorozatának a kísérőzenéje.
A sikereken felbuzdulva folytatta a munkát, sorra bocsátotta ki lemezeit, a leghíresebbek például a Tűzmadár, Igor Stravinsky műve, az Egy kiállítás képei Muszorgszkijtól és Gustav Holst A bolygók című zenekari szvitjének feldolgozása.
Mindeközben folyamatosan komponált televíziós és filmprodukciók számára, például a Zatoicsi című, monstre hosszúságú történelmi sorozat és az azonos témájú két mozifilm zenéjét is ő szerezte. Egy másik tv-sorozata a Néma szamuráj volt, de nevéhez fűződik a A Föld bolygó utolsó napjai (eredetileg Catastrophe 1999: Prophecies of Nostradamus) című sci-fi katasztrófafilm zenéje is 1974-ben. Az utóbbiban sajátosan keverte a pop-rock és a zenekari hatásokat. Zenéi először bakelit korongon (LP) jelentek meg, később – és természetesen újra kiadva a régiek is – CD-n. Számos zenei anyagot azonban a film- és tv-társaságok Tomita engedélye nélkül jelentettek meg, amik így kalózkiadásnak számítanak.
1984-ben adta ki újabb fontos albumát Dawn Chorus (Canon of the Three Stars) címmel, amelyben csillagászati témák köré csoportosított klasszikus darabokat szerepeltetett (például a címdarab Pachelbel D-dúr kánonja). Új módszere a Plasma Symphony Orchestra, ami egy számítógépes szintetizátor-eljárás volt. Az albumon az ezzel a módszerrel előállított zenei szövetet különböző csillagászati jelenségekhez kapcsolta.
Tomita 1984-ben nagyszabású koncertet adott – 80 ezres hallgatóság előtt – a linzi Ars Electronica kortárszenei fesztiválon. Következő nagy koncertje két évvel később New Yorkban volt a Szabadság-szobor centenáriuma, majd 1988-ban Sydney-ben Ausztrália bicentenáriumi ünnepségei alkalmából. Az ausztráliai előadás Japán 7 millió ausztrál dolláros, Új-Dél-Wales-nek szóló ajándékának a része volt, amit látványos tűzijátékok és egyéb japán kulturális előadások egészítettek ki. Tomita egy másik emlékezetes koncertje 1997-ben Nagojában volt, ahol Ray Charles, Dionne Warwick és Rick Wakeman voltak a vendégei.
Munkásságára az 1990-es évek végén is a zenei műfajok keverése volt a jellemző, kompozícióiban a szintetizátorzenét keverte zenekari hangzásokkal. Ilyen például a régi japán történetet feldolgozó szimfonikus fantáziája, a Gendzsi meséje. Ezt – szimfonikus zenekarral kísérve – koncerteken is bemutatta Tokióban, Los Angelesben és Londonban. Az élő koncertfelvételeket tartalmazó CD-k után a stúdióváltozat 2000-ben jelent meg. 2001-ben elkészítette a tokiói DisneySea szórakoztató park számára készített hangulatkeltő háttérzenét. 2002-ben készítette el a Hajnali szamuráj című történelmi film zenéjét, amelyben a szintetizátor hangzását akusztikus szólistákkal gazdagította. A filmzene 2003-ban elnyerte a japán Adémiai Díjat, a Kimagasló zenei teljesítmény kategóriában. Tomita az újabb médián, DVD-n is megjelentette néhány alkotását (például The Tale of Genji Symphonic Fantasy, The Tomita Planets 2003).
Tomita Iszao a Japán Elektronikus Zeneszerzők Egyesületének tiszteletbeli elnöke.

## Diszkográfia és fontosabb művek
- Jungle Taitei Symphonic Poem, 1966.
- Switched-On Rock (Electric Samurai), 1972.
- Catastrophe 1999: Prophecies of Nostradamus, 1974.
- Snowflakes are Dancing, 1974.
- Pictures at an Exhibition, 1975.
- Firebird Suite, 1975.
- The Planets, 1976.
- Sound Creature, 1977.
- Kosmos, 1978.
- The Bermuda Triangle, 1979.
- Greatest Hits, 1979.
- Daphnis et Chloé (Bolero), 1980.
- Greatest Hits Volume 2, 1981.
- Grand Canyon Suite, 1982.
- Dawn Chorus (Canon of the Three Stars), 1984.
- Best of Tomita, 1984.
- Space Walk – Impressions of an Astronaut, 1984.
- The Mind of the Universe – Live at Linz, 1985.
- Back to the Earth – Live in New York, 1988.
- Misty Kid of Wind, 1989.
- Storm from the East, 1992.
- Hansel und Gretel (élő VHS, CD), 1993.
- School, 1993.
- First Emperor, 1994.
- Shin Nihon Kikou, 1994.
- Nasca Fantasy, 1994.
- Bach Fantasy, 1996.
- Different Dimensions (Compilation), 1997.
- Jungle Emperor Leo, 1997.
- Gakko I–III, 1998.
- Tale of Genji, (élő), 1999.
- 21 seiki e no densetsushi Shigeo Nagashima, 2000.
- Tale of Genji Symphonic Fantasy (stúdió változat), 2000.
- Sennen no Koi – Hikaru Genji Monogatari, 2001.
- Tokyo Disney Sea Aquasphere Theme Music, 2002.
- The Planets 2003, 2003.
- Tomita on NHK, 2003.
- Twilight Samurai, 2003.
- The Hidden Blade, 2004.
- Black Jack: Futari no kuroi isha, 2005.
- Bushi no Ichibun, 2006.
- Kaabei, 2008.
- Planet Zero, 2011.
- The Tale Of Genji, Symphonic Fantasy, (2CD), 2011.
- Clair de Lune (Ultimate Edition), 1974/ 2012.
- Symphony Ihatov, 2012/ 2013.
- Space Fantasy, 2015.
- Okhotsk Fantasy, 2016.
- Dr. Coppelius, 2017.
- Rising Planet, 2021.(Isao Tomita's greatest works Spce Music)